# 1739 Meyermann
1739 Meyermann eller 1939 PF är en asteroid i huvudbältet, som upptäcktes 15 augusti 1939 av den tyske astronomen Karl Wilhelm Reinmuth i Heidelberg. Den har fått sitt namn efter Bruno Meyermann.
Asteroiden har en diameter på ungefär 7 kilometer och den tillhör asteroidgruppen Flora.